# Euploea waigeusensis
Euploea waigeusensis är en fjärilsart som beskrevs av Otto Staudinger 1885. Euploea waigeusensis ingår i släktet Euploea och familjen praktfjärilar. Inga underarter finns listade i Catalogue of Life.